# اندريا ماكوبي
اندريا ماكوبي (بالإيطالية: Andrea Maccoppi) (22 يناير 1987 بميلانو في إيطاليا - ) هو لاعب كرة قدم إيطالي في مركز الوسط. لعب مع نادي بياتشينزا ونادي سامبدوريا ونادي فادوتس ونادي فاريسي ونادي كياسو ونادي ليكو وإيه أس بيتزاغيتوني ونادي لوكارنو.

## روابط خارجية
- اندريا ماكوبي على موقع قاعدة بيانات كرة القدم.إي يو (الإنجليزية)
- اندريا ماكوبي على موقع ليكيب (الفرنسية)
- اندريا ماكوبي على موقع Soccerway.com (الإنجليزية)
- اندريا ماكوبي على موقع عالم كرة القدم.نت (الإنجليزية)